# Alexandre Drevet
Pour les articles homonymes, voir Drevet.
 (mai 2017).

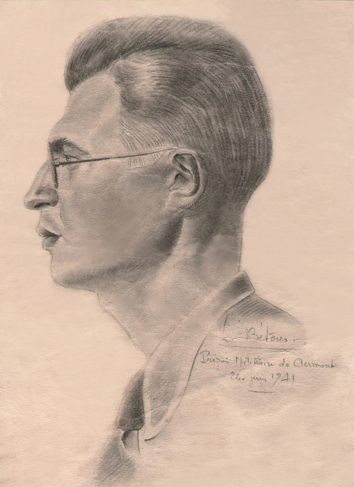
Alexandre Drevet dans sa prison militaire en 1941

Alexandre Drevet né le 30 avril 1920 à La Ricamarie (Loire), est un combattant volontaire de la Résistance, interné et déporté de la guerre 1939-1945. Il est mort le 31 juillet 1991 à Romans-sur-Isère où il résidait avec son épouse.

## Biographie
Alexandre Drevet est le fils de Mélina Pigéon et Paul Drevet. Après son certificat d'études, il intègre une école professionnelle pour apprendre la mécanique. Adolescent, il suit avec intérêt depuis 1934 l'évolution des partis de gauche qui ont décidé de s'unir contre le danger fasciste et qui mettent en place le Gouvernement de Front populaire. 

### Engagement politique
Il rejoint les Jeunesses communistes (JC) où il acquiert les bases d'organisation, de solidarité et de lutte contre la précarité. Il obtient son premier emploi aux Cars Rouges de Saint-Étienne.  
Le 3 septembre 1939, la France déclare la guerre à l'Allemagne. Édouard Daladier prononce la dissolution du Parti communiste le 26 septembre 1939. Paul Drevet, le père d'Alexandre, est arrêté le 16 octobre 1940 comme membre du parti communiste clandestin. Il est écroué et transféré rapidement au camp d'internement de Nexon en Haute-Vienne. Tout en veillant sur sa mère et son jeune frère, Alexandre continue à militer en participant clandestinement à la rédaction et la diffusion de tracts.

### Résistance
Son père interné, Alexandre continue à militer activement et participe à la rédaction et au collage d'affiches dans la région stéphanoise. Il est arrêté une première fois le 12 décembre 1940 à Saint-Étienne par la police de Vichy et traduit devant le Conseil de Guerre de Clermont-Ferrand en juin 1941. Il est condamné à 1 an de prison et 10 ans de privation de droits civils et civiques. Il est transféré dans le camp d'internement de Mauzac en Dordogne d'où il sera libéré à l’issue de sa peine le 12 décembre 1941.
Alexandre Drevet rejoint Saint-Étienne où il connaît une période de sérieuses difficultés, ne parvenant pas à se procurer un emploi stable en raison de son récent séjour en prison. Il se cantonne dans une période d'inactivité apparente destinée avant tout « à se faire oublier » de la police de Vichy toujours aux aguets mais reprend clandestinement ses activités politiques. Il participe à une grande manifestation anti-collaboration organisée le 14 juillet 1942 à Saint-Étienne. Manifestation dont on parlera à la radio de Londres. Les actions d'Alexandre et de ses camarades deviennent plus difficiles en novembre 1942 lorsque les Allemands arrivent et occupent Saint-Étienne. Paul Drevet, le père d'Alexandre est transféré au camp d'internement de Saint-Paul-d'Eyjeaux en Haute-Vienne où il connaît les terribles conditions de détentions des indésirables français. Il décide de s'évader et prend contact avec le Front national  pour installer les bases d'un maquis FTPF en Haute-Loire. En janvier 1943, la milice française, force armée pour traquer les résistants, est créée par Pierre Laval. Le mois suivant, un décret est publié qui oblige les jeunes au STO (Service du Travail Obligatoire). Alexandre Drevet ira de nombreuses fois diffuser des tracts et essayer de convaincre les jeunes de ne pas partir en Allemagne et de rejoindre les maquis qui vont s'implanter. 
En mars 1943, Alexandre prend un train en direction des gorges de l'Allier avec sept camarades et son père évadé du camp d'internement de St-Paul d'Eyjeaux. Arrivés à destination, ils brûlent leurs papiers et prennent des noms de code. Alexandre Drevet devient Alex, Paul Drevet devient Antoine. Ils installent leur campement et le baptisent quelque temps plus tard camp Wodli maquis FTPF en mémoire de Georges Wodli, un cheminot alsacien assassiné par la Gestapo. Une dizaine de camarades viennent grossir les rangs de la troupe. C'est alors qu'ils décident d'organiser la première évasion de la prison du Puy-en-Velay qui permet à 26 détenus de retrouver la liberté le 25 avril 1943. S'ensuit une vaste opération franco-allemande qui lance 5 à 6 000 hommes contre les maquisards. Après cette chasse à l'homme, Alex est arrêté une deuxième fois avec son père, le 2 mai 1943 et incarcéré à la prison du Puy-en-Velay. 
Le 2 octobre 1943, les maquisards du camp Wodli dont l'effectif s'est renforcé, organisent la deuxième et célèbre évasion collective de la prison du Puy-en-Velay qui va libérer 80 détenus et qui permettra à Alex et son père de retrouver la liberté. Paul Antoine monte dans l'un des trois camions qui les attendaient en partance pour le Puy-de-Dôme. Alex et un groupe d'une trentaine de résistants partent à pied car leur camion tombe en panne. Ils mettent plus de deux jours pour rejoindre le camp Wodli dans la forêt du Meygal, traqués, les pieds en sang, à environ 25 kilomètres de la prison. C'est là qu'Alex apprend fortuitement qu'il vient d'être condamné, par contumace cette fois, aux travaux forcés à perpétuité. Les FTPF du Wodli sont alors pourchassés sans répit dans la Loire et la Haute-Loire par les forces allemandes, la milice et les GMR depuis l'évasion massive. Alex, qui a la responsabilité d'un groupe, et ses camarades, nomadisent dans la région du Meygal et la Haute Ardèche durant l'hiver 1943. Beaucoup sont en état de misère physiologique, démunis de chaussures, souffrant de la faim et du froid. Des paysans se mettent à l’œuvre pour les secourir.[réf. nécessaire]
Le 3 avril 1944, au retour d'une mission sur Saint-Étienne, une équipe spéciale du Camp Wodli est prise sous le feu de la milice. Alex est au volant, John à ses côtés, deux autres à l'arrière. Sous les rafales des mitraillettes, ceux de l'arrière sont touchés mortellement ; Alex, touché à la nuque et au bras, s'écroule sur le volant. Blessé, il reprend connaissance et remet la voiture en route. Celle-ci parcourt 200 mètres avant de tomber en panne, le moteur criblé de balles. Alex et John s'échappent et trouvent un médecin pour soigner le blessé. Le médecin explique à Alex qu'il a eu énormément de chance, que la balle qui a frôlé le bulbe rachidien est ressortie sous l'oreille, quant à l'autre, dans le bras, est ressortie également sans trop faire de dégâts. Alex et John rejoignent le Camp Wodli et continuent la lutte armée. À la suite d'une attaque contre le maquis Vaillant-Couturier, Paul Drevet, réfugié chez un paysan, est arrêté par les gendarmes de Courpierre (Puy de Dôme) et écroué à la prison de Thiers.
Alex est arrêté une troisième fois par la milice le 1er mai 1944 à Saint-Étienne. Compte tenu des dossiers détenus sur lui par la milice et la Gestapo, il subit de nombreux et pénibles interrogatoires.

### Déportation
Alexandre est transféré à la prison Saint-Paul à Lyon, où se trouve également son père, transféré de la prison de Thiers. Le 29 juin 1944, il fait partie, avec son père, des 722 détenus livrés aux Allemands par les autorités françaises. Ils sont entassés dans un wagon de bois fermé, équipé de projecteurs et de mitrailleuses pour éviter les évasions. Les déportés arrivent à Dachau le 2 juillet sans avoir reçu ni nourriture, ni boisson. Les détenus déposent leurs effets personnels et reçoivent, après avoir été rasés et désinfectés, des hardes innommables avec l'inscription KLD (camp de concentration de Dachau) peintes au dos de la veste. Les déportés sont enregistrés, ils ne sont plus des hommes mais des numéros. Alexandre Drevet reçoit le matricule 76 126, Paul Drevet le numéro 75 712. À partir de ce moment commence la période de quarantaine.
Lorsqu'elle prend fin, Alexandre et Paul Drevet sont, avec 300 détenus, affectés le 2 août 1944 dans un Kommando extérieur en Haute Bavière : Kempten. La moyenne d'âge du Kommando est peu élevée car beaucoup n'ont pas atteint la majorité légale, quatre pères sont accompagnés de leurs fils, dont Alexandre et Paul Drevet. Arrivé à Kempten, Alexandre Drevet, son père et les déportés français peuvent rester ensemble et sont groupés dans une bâtisse. Cette situation va peser très lourd en faveur de la survie des déportés français de Kempten. Alexandre Drevet vit alors une expérience unique de solidarité et de fraternité qui va transformer 300 condamnés en une communauté survivante mise en œuvre par deux groupes responsables : les communistes et les gaullistes (chrétiens ou non) dont la réserve et la méfiance réciproques vont laisser la place à une étroite et solide entente. Alexandre Drevet fait la connaissance de Hildebert Chaintreuil, communiste cégétiste, meneur d'hommes et de Louis Terrenoire, gaulliste, avec qui il fera équipe au Kommando de la terrasse. Alexandre Drevet lutte de son mieux dans l'enfer nazi mais, comme ses compatriotes, il maigrit à vue d'œil. Le travail s'étale sur douze heures avec une petite louche de soupe à midi et une seule tranche de pain journalière le soir accompagnée de dix grammes de margarine. Au mois d'avril 1945, les bombardements de l'armée américaine deviennent de plus en plus fréquents. Le 26 avril, les S.S. décident de se replier et emmènent avec eux les déportés de Kempten. Le lendemain, Alexandre Drevet s'échappe avec un groupe de déportés. Ils rassemblent leurs dernières forces pour retrouver la liberté et se cachent dans des fermes abandonnées. Au lever du jour, avec un fanion bleu blanc rouge marqué d'une croix de Lorraine confectionné de façon rudimentaire et attaché à un bâton, Alexandre Drevet et une centaine de déportés français forment les rangs et s'avancent en clopinant vers leurs libérateurs en chantant la Marseillaise.
Libéré et rapatrié à Saint-Étienne le 8 mai 1945 en très mauvais état physique, il est envoyé en convalescence à Saint-Alban-les-Eaux, petite station thermale de la Loire, avec d'autres camarades déportés. C'est à l'Hôtel des Princes qu'Alexandre retrouve tout doucement ses forces. Après avoir vécu en enfer, il a du mal à réaliser qu'il est revenu à la vie. L'hôtel du Parc, établissement voisin, est tenu par des réfugiés lorrains depuis 1940. Alexandre Drevet y fait la connaissance de Renée Grandhomme, leur fille, qu'il épouse le 9 février 1946.
Depuis son retour des camps, Alexandre Drevet n'a jamais cessé de combattre pour les idéaux qui ont motivé son engagement dans la Résistance. Installé par la suite à Romans-sur-Isère dans la Drôme, il est l'un des membres du comité directeur de l'Association des Déportés, Internés, Résistants et Patriotes Drôme Ardèche, au sein duquel il a consacré tous ses efforts pour la transmission du témoignage ; il fut membre fondateur du Musée de la Résistance et de la Déportation de Romans-sur-Isère, inauguré par Jacques Debû-Bridel, membre du Conseil national de la Résistance, le 22 juin 1974.
Alexandre Drevet est mort le 31 juillet 1991 à l'âge de 71 ans, à Romans-sur-Isère où il résidait avec son épouse.

## Distinctions
Alexandre Drevet a reçu successivement la Croix du Combattant 1939/1945, la Croix du combattant volontaire de la Résistance, la Médaille de la Résistance, la Croix de Guerre 1939/1945 avec Palme, la Médaille militaire, la croix de chevalier de la Légion d’honneur.